# Words of Radiance
Words of Radiance ist der zweite von fünf Romanen (in der deutschen Übersetzung sind es jeweils 2 Bücher) im High-Fantasy-Zyklus Die Sturmlicht-Chroniken des US-amerikanischen Autors Brandon Sanderson. Er wurde erstmals 2014 veröffentlicht. Auf Deutsch wurde der Roman in zwei Bänden unter den Titeln Die Worte des Lichts und Die Stürme des Zorns publiziert, die in der Übersetzung durch Michael Siefener 2014 und 2015 bei Heyne erschienen. Im Jahr 2015 gewann er den David Gemmell Award für den besten Roman.

## Entwicklung
Die Veröffentlichung des Buches wurde aufgrund von Sandersons Verpflichtung, das letzte Buch von Das Rad der Zeit zu schreiben, verzögert.
Ursprünglich plante Sanderson, dass dieser Band nach dem Wälzer benannt werden sollte, den Shallan am Ende des ersten Bandes enthält: The Book of Endless Pages. Der Name wurde jedoch geändert, nachdem der Herausgeber kommentierte: „Äh, willst du wirklich ein sehr langes, sehr dickes Fantasy-Buch The Book of Endless Pages nennen?“ Das Buch hat mit 1088 Seiten die maximal druckbare Größe eines Buches für seinen Verlag Tor Books und ist damit das größte Buch, das jemals von der Firma gedruckt wurde.
Am 1. Juli 2013 gab Sanderson auf seinem offiziellen Twitter-Account bekannt, dass er den ersten Entwurf von Words of Radiance fertiggestellt habe. Am 3. Juli veröffentlichte Tor Books offiziell einen frühen Auszug des Romans, der den Beginn eines Zwischenspiels mit Taravangian, dem König von Kharbranth, enthält. Am 10. Dezember 2013 gab Tor Books auf seiner offiziellen Website bekannt, dass Sanderson das Manuskript des Buches eingereicht habe und kommentierte, dass die Produktion nun beginnen könne. Am selben Tag wurde ein zweiter Auszug des Romans veröffentlicht, der ein Zwischenspiel mit der neuen Figur Lift in der Hauptrolle enthält.
Am 30. Dezember 2013 enthüllte Tor Books die Vorsätze Michael Whelan als Cover-Artist für „Words of Radiance“ zu beauftragen. Es zeigt Shallan beim Malen auf den zerbrochenen Ebenen. Im selben Artikel sagt Whelan: „Als Irene Gallo ein zweites Gemälde für ‚Words of Radiance‘ vorschlug, wusste ich sofort, dass es Shallan war, über die wir sprachen. Tatsächlich hatte ich, wie viele Fans, das Gefühl, dass die Geschichte ebenso Shallans wie Kaladins war; sie verdiente eine gleichwertige Vertretung im Design des Buches, soweit dies möglich war.“

## Handlung
Vor Jahren wurde Szeth-Sohn-Sohn-Vallano, der Attentäter in Weiß, von den Parschendi geschickt, um den Alethi-König Gavilar Kholin zu ermorden (aus Gründen, die dem Leser noch nicht bekannt sind). Dieser Mord führte zum Rachepakt unter den Großprinzen von Alethkar und zum Krieg der Abrechnung gegen die Parschendi. Jetzt ist Szeth wieder aktiv und wird von König Taravangian von Kharbranth geschickt, um Großprinz Dalinar Kholin (Bruder des verstorbenen Königs Gavilar) zu töten.
Kaladin, einst ein Sklave und Brückenmann auf den zerbrochenen Ebenen, erhält das Kommando über die königlichen Leibwache, um Dalinar und seine Familie (einschließlich König Elhokar) vor Gefahren und der Bedrohung durch den Assassinen zu schützen. Währenddessen kämpft er sowohl mit seinen Gefühlen in Bezug auf die Hellaugen (dem Adel der Alethi) als auch mit seiner Vergangenheit mit Hellherrn Amaram. Er trainiert und übt, um die Kräfte eines Windläufers zu meistern, die mit der Verbindung zu seinem Ehrensprengsel Syl verbunden sind.
Shallan Davar macht sich zusammen mit ihrer Mentorin Jasnah Kholin auf den Weg in die zerbrochenen Ebenen, um die Rückkehr der Bringer der Leere und ihre verheerende Zivilisationszerstörung zu verhindern. Jasnah versucht eine Ehe zwischen Shallan und Adolin Kholin zu arrangieren, Jasnahs Cousin. Ihr Schiff wird auf dem Weg zu den zerbrochenen Ebenen angegriffen und während Shallan überlebt, wird angenommen, dass Jasnah getötet wurde. Shallan erreicht mit Hilfe von Matrosen und Gesetzlosen, die sie auf der Straße findet, die zerbrochenen Ebenen.
Einer der Parschendi, Venli, entdeckt eine Sturmform (die Pareschendi sind Gestaltwechsler und erscheinen in verschiedenen Formen), die es einem Parschendi ermöglicht, einen Sturm ähnlich den Großstürmen zu beschwören und dadurch das Blatt des Krieges zu ihren Gunsten zu wenden. Einige Parschendi glauben, dass die Verwendung der Sturmform die Bringer der Leere beschwören wird, aber der herrschende Rat lässt die Form trotz der Gefahr zu. Eshonai, eine Parschendi-Anführerin, möchte mit Dalinar verhandeln, um den Krieg zu beenden, bevor die Sturmform verwendet wird.
Szeth versucht, Dalinar zu ermorden, wird jedoch gestoppt, als Dalinar Szeths Splitterklinge mit seinen bloßen Händen fängt. Kaladin beendet den Versuch, indem er sich und Szeth ins Freie stößt. Während des Nahkampfs nach der Landung sieht Szeth, wie Kaladin Sturmlicht benutzt und flieht vor dem Duell, da er erkennt, dass die strahlenden Ritter zurück sind und er nicht der „Unwahre“ ist.
Eschonai verwandelt sich zusammen mit den meisten überlebenden Parschendi in die Sturmform und beschwört den Ewigsturm, der aus der entgegengesetzten Richtung wie die normalen Großstürme kommt. Die Alethi greifen die Parschendi an und besiegen sie, aber nicht bevor der Sturm herbeigerufen worden ist. Die Alethi-Armeen können den Stürmen nur durch Shallans Entdeckung und Aktivierung eines Eidtors (ein Teleporter-System, das nur von den Strahlenden verwendet werden kann) entkommen, das die Armee in die legendäre Stadt der Strahlenden, Urithiru, evakuiert.
Nach seiner Ankunft in Urithiru schwört Dalinar die Eide der strahlenden Ritter und bindet den Sturmvater als seinen Sprengsel. Es wird entdeckt, dass Renarin, der Sohn von Dalinar, auch ein Mitglied der strahlenden Ritter ist. Adolin tötet Sadeas nach kurzem Kampf, nachdem er von Sadeas konfrontiert wird, der erklärt, dass er sich trotz der Wüstwerdung weiterhin gegen Dalinar stellen wird.

## Charaktere
Die Hauptkapitel innerhalb des Buches werden aus der Sicht mehrerer Hauptcharaktere erzählt, während die Zwischenspiele des Buches aus der Sicht anderer Charaktere erzählt werden.

### Hauptcharaktere
- Szeth-Sohn-Sohn-Vallano: Ein Attentäter aus dem Land von Shinovar. Er bezeichnet sich selbst als „Unwahrer“, der denen dienen muss, die seinen Eidstein tragen. Träger einer Ehrenklinge und Träger von Sturmlicht. Seine Windläufer-Fähigkeiten werden ihm von seiner Ehrenklinge verliehen. Er hasst es, zum Mord gezwungen zu werden und weint dabei.
- Shallan Davar: Ein unbedeutendes Hellauge, aus Sicht des Adels, aus der Nation von Jah Keved. Ihre Familie hat nach dem Tod ihres Vaters schwere Zeiten hinter sich. Sie ist Mündel und Schülerin der renommierten Gelehrten Jasnah Kholin. Shallan ist eine Lichtweberin; Sie ist in der Lage, sich mit einem einzigen Blick an eine Szene zu erinnern und sie diese aus dem Gedächtnis zeichnen kann, und kann ohne Seelengießer Seelengießen durchführen. Sie reist in die zerbrochenen Ebenen, um mehr über die Bringer der Leere zu erfahren. Sie verlobt sich mit Adolin Kholin, nachdem Jasnah das Haus Davar vor dem Ruin retten will. Sie hat einen Sprengsel namens Muster, der sie begleitet.
- Kaladin (Kal): Ein Dunkelauge aus der Nation Alethkar, der als Hauptmann der Leibgarde von Dalinar und später der Ehrengarde des Königs dient. Früher war er Lehrling des Chirurgen seines Vaters und Mitglied der Armee von Hellherrn Amaram. Kaladin ist ein Windläufer; Er ist in der Lage, Sturmlicht zu benutzen, um sich selbst zu heilen und sich stärker und schneller zu machen als jeder normale Mensch. Er wird von einem Ehrensprengsel namens Syl begleitet.
- Dalinar Kholin: Ein Großprinz von Alethkar, Bruder des getöteten Königs Gavilar, Onkel des aktuellen Königs und Hochfürst des Krieges. Spitznamen Schwarzdorn. Ein General, der mit seinem Bruder half, das Königreich zu vereinen. Ein Mann, der während der Großstürme Visionen erlebt und ein voller Splitterträger. Er wird als schwach kritisiert, weil er den Codes folgt und darüber spricht, den sinnlosen Krieg zu stoppen, in den Alethkar verwickelt ist. Er plant, Alethkar zu vereinen und die strahlenden Ritter neu zu gründen. Sein gebundener Sprengsel ist der Sturmvater selbst.
- Adolin Kholin: Ein helläugiger Prinz und Erbe des Großprinzensitzes seines Vaters Dalinar. Als erfahrener Duellant und voller Splitterträger liebt und respektiert er seinen Vater. Er ist mit Shallan Davar verlobt.
- Renarin Kholin: Renarin, der jüngere Sohn von Evi und Dalinar Kholin, ist Adolins jüngerer Bruder und entpuppt sich als Wahrheitswächter. Er hat einen Sprengsel namens Glys.
- Navani Kholin: Witwe von König Gavilar, Mutter von König Elhokar und Jasnah. Sie ist eine erfahrene Kunsthandwerkerin. Sie hat Dalinar immer geliebt, selbst als sie mit seinem Bruder Gavilar verheiratet war, und entfacht schließlich ihre Beziehung zu Dalinar wieder.

### Nebencharaktere
- Jasnah Kholin: die Schwester des Königs von Alethkar und die größte Gelehrte der Welt. Sie kann ohne Seelengießer Seelengießen wirken und ist mit einem Sprengsel namens Ivory verbunden, der ihr die Fähigkeiten des Sturmlichtbindens verschafft hat. Sie ist ein Mitglied des Ordens der Elsecallers, die die Surges of Transformation and Transportation haben.
- Eschonai: eine der Listener, bei den Alethi als Parschendi bekannt und die einzige Splitterträgerin unter ihrem Volk. Sie sucht Frieden mit den Armeen der Menschen.
- Ym: ein Schuster in Iri, an einen namenlosen Sprengsel gebunden. Einst Bettler, macht er heute Schuhe, die er auf der Straße an Straßenkinder verschenkt.
- Rysn: eine junge Frau aus Thaylenah, ein Kaufmannslehrling. Sie reist zu den Reshi-Inseln.
- Zahel: ein passionierter Schwertmeister, der sowohl Adolin als auch Renarin ausbildet.
- Taln: bekannt als Talenelat oder Stonesehne, ist er ein Herold des Allmächtigen, gesandt, um die Menschheit auf die Wüstwerdung vorzubereiten.
- Lift: eine Reshi-Diebin, die in Azir arbeitet. Sie ist eine Grattänzerin und hat Sturmlichtbindungs-Fähigkeiten.
- Taravangian: der König von Kharbranth. Er setzte Szeth ein, um eine große Anzahl von Führern auf der ganzen Welt zu töten, indem er dem Diagramm folgte, einem von ihm selbst erstellten Masterplan, um die Welt auf die letzte Wüstwerdung vorzubereiten.

## Kritiken
In seiner ersten Veröffentlichungswoche debütierte Words of Radiance auf Platz 1 der Hardcover-Fiction-Bestsellerliste der New York Times. Es erreichte auch Platz 1 der kombinierten Print-/E-Book-Bestsellerliste und der Kobo-Bestsellerliste. Es war auf Platz 3 der National Indie Bestseller-Liste und auf Platz 6 der meistverkauften Hardcover-Fiction-Liste der Southern California Independent Booksellers Association. Der britische Herausgeber des Buches, Gollancz, debütierte mit Words of Radiance auf Platz 2 der Sunday Times of London-Besteller-Liste.
Eine von Rob Bricken von io9 geschriebene Rezension nannte das Buch einen Old-School-, „90er Fantasy-Style Ungetüm“, ebenso schrieb er: „Während Sanderson seine Charaktere weiter aufbaut und enthüllt, wer sie sind (insbesondere im Fall von Shallans Vergangenheit), klammert er sich immer noch an eine übergreifende Handlung, die unerbittlich zu einem Ende führt, das nur als 'episch' bezeichnet werden kann.“
Der Lincoln Journal Star nannte das Buch „eine äußerst befriedigende Lektüre, die zeigt, wie der Beginn einer epischen Fantasy-Serie aussehen sollte“.

### Auszeichnungen
- 2014: Whitney Award als Best Speculative Fiction[14]
- 2014: Goodreads Choice Awards als Best Fantasy Novel (Nominierung)[15]
- 2015: Audie Award als Best Fantasy (Hörbuch)
- 2015: David Gemmell Award als Best Novel[3]

## Ausgaben
- Words of Radiance. Tor, 2014, ISBN 978-0-7653-2636-2.
  - Die Worte des Lichts. Heyne, 2014, ISBN 978-3-453-26747-3.
  - Die Stürme des Zorns. Heyne, 2015, ISBN 978-3-453-26748-0.

### Hörbuch
- Die Worte des Lichts. Random House Audio, 2014, gelesen von Detlef Bierstedt
- Die Stürme des Zorns. Random House Audio, 2015, gelesen von Detlef Bierstedt[16]